# 코카트리스

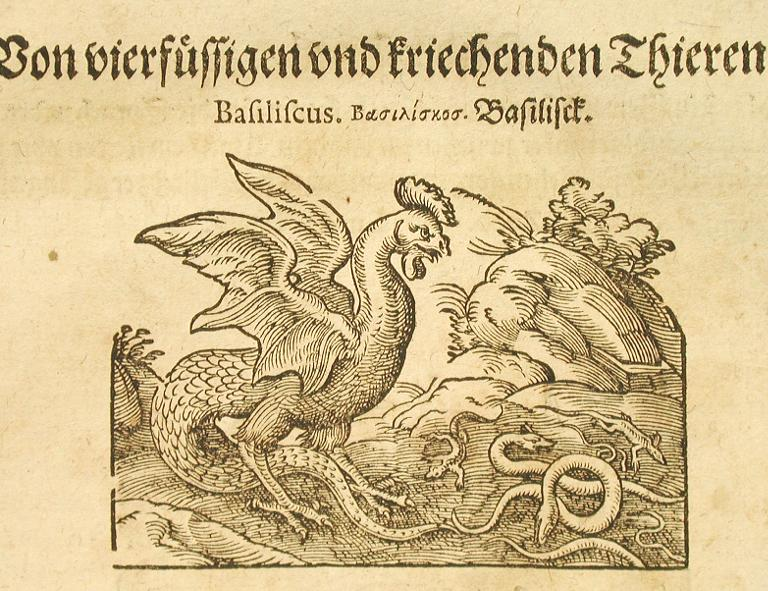
Bazilišek z upraveného německého překladu Historie naturalis od Johanna Heidena ilustrovaného Jostou Ammanem (1584)

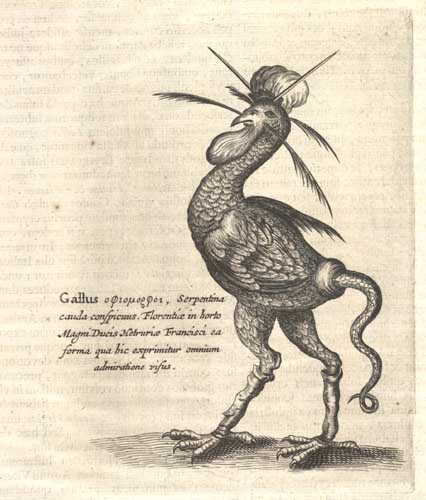
Bazilišek od Athania Kirchera (1665-1664)

코카트리스(cockatrice)는 서양의 신화 및 전설에 등장하는 상서로운 동물(mythical beast)로 수탉의 머리와 두 개의 발이 달린 용(또는 바다뱀)의 형상을 합친 모습을 하고 있다. 수탉이 낳은 알을 뱀이나 두꺼비 등이 품어서 따뜻하게 하면 코카트리스가 부화된다고 한다. 갓 태어난 코카트리스는 본능적으로 인적이 극히 드문 장소로 숨어버린다. 만약 갓 태어난 코카트리스를 누군가가 먼저 보면 코카트리스는 죽어버리기 때문이다. 그러나 반대로 코카트리스가 먼저 상대를 보면 그 상대는 죽게 된다. 또한 코가트리스는 코끼리의 호적수라고 도 전해진다.
비슷한 성질을 가진 같은 전설의 생물인 바실리스크와 유사성이 많은데, 원래는 그리스 신화의 바실리스크가 기독교 지배하의 중세에 들어서면서 변질되어 코카트리스로 변해버린 것이라고 한다. 그 때문에 코카트리스를 바실리스크의 별칭으로 부르는 경우도 있다. 능력도 똑같아서, 보거나 손을 댄 사람을 그 자리에서 돌로 만들어 버리거나 입에서 내뿜는 숨결로 사람을 돌로 바꾸어 버린다는 이야기가 있다.
고대 그리스의 문헌에서는 이집트의 몽구스를 ‘이크네우몬(뒤를 쫓는 자)’이라고 불렀는데, 이것이 라틴어로 번역되고 옛 프랑스어로 번역을 거치면서 코카트리스가 되었다고 한다. 이크네우몬은 원래 뱀 혹은 악어를 죽이는 동물로 되어 있었지만, 이것이 중세 영국에서 바실리스크와 혼동되어 본래의 이미지와는 정반대의 형태로 변형된 것 같다. 덧붙여 외관에 닭의 요소를 덧붙일 수 있었던 것은, 우연히 명칭에 포함되어 있는 cock(수탉)을 보고 연상되었기 때문이었을 것으로 생각된다.

## 같이 보기
- 바실리스크
- 메두사